# Thymári (Attique)
Thymári (grec moderne : Θυμάρι) est une localité située dans le dème du Saronique, dans le district régional d'Attique-de-l'Est, dans la périphérie d'Attique, en Grèce.
Selon le recensement de 2021, elle compte 515 habitants.